# Popillia complanata
Popillia complanata är en skalbaggsart som beskrevs av Newman 1838. Popillia complanata ingår i släktet Popillia och familjen Rutelidae. Inga underarter finns listade i Catalogue of Life.